# أبرشية نوسا سينيورا دو بارايسو ساو باولو للروم الكاثوليك

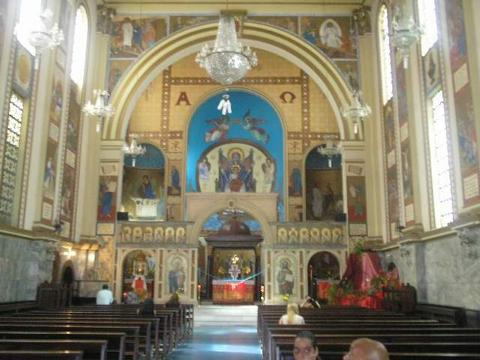
كاتدرائية نوسا سينيورا دو بارايسو: مقر أبرشية ساو باولو للروم الكاثوليك.

أبرشية نوسا سينيورا دو بارايسو ساو باولو للروم الكاثوليك (باللاتينيَّة: Eparchia Dominae Nostrae Paradisi Sancti Pauli Graecorum Melkitarum) هي أبرشية تابعة لكنيسة الروم الملكيين الكاثوليك، وتخدم الرعايا الروم الكاثوليك في مدينة ساو باولو في البرازيل. مقر الأبرشية يقع في كاتدرائية نوسا سينيورا دو بارايسو. أسقف الأبرشية الحالي هو الأسقف فارس معكرون وهو من أصول لبنانية.
يتبع رعايا الأبرشية الطقوس البيزنطية، وتضم الأبرشية حوالي 436,000 روم كاثوليكي، والغالبية العظمى من أتباع الأبرشية هم عرب البرازيل ومن أصول لبنانيَّة وسوريَّة. يعتبر رعايا الأبرشية من المجتمعات البارزة والمندمجة بشكل جيد في مدينة ساو باولو، ويبرزون في مجال الأعمال التجاريّة، والخدمات المصرفية، والصناعة، والسياسة.
تعتبر أبرشية نوسا سينيورا دو بارايسو ساو باولو للروم الكاثوليك أكبر أبرشية تابعة لكنيسة الروم الملكيين الكاثوليك، تليها أبرشية بيروت وجبيل وتوابعهما للروم الملكيين الكاثوليك، وأبرشية دمشق للروم الملكيين الكاثوليك وأبرشية الفرزل وزحلة والبقاع للروم الملكيين الكاثوليك. وهي امتداد للمغترب المسيحي المشرقي.